# تیگران یگانیان
تیگران رافائلی یگانیان (ارمنی: Տիգրան Ռաֆայելի Եգանյան؛ زادهٔ ۷ فوریهٔ ۱۹۷۸ ۲۳ دسامبر ۲۰۲۴) یک سیاستمدار اهل ارمنستان بود که از تاریخ ۲۰۰۳ تا تاریخ ۲۰۰۷ سمت نمایندگی دوره سوم مجلس ملی جمهوری ارمنستان را برعهده داشت.

## زندگی‌نامه
یگانیان در ۷ فوریه ۱۹۷۸ در ایروان به دنیا آمد و در سال ۱۹۹۹ از دانشکده اقتصاد دانشگاه دولتی ایروان فارغ‌التحصیل شد. وی به عنوان متخصص در دستگاه‌های دولتی ارمنستان (۲۰۰۰–۲۰۰۳) کار کرد. در سال‌های ۲۰۰۳ تا ۲۰۰۵، وی مشاور رئیس مجلس ملی جمهوری ارمنستان بود. در سال ۲۰۰۶، وی نماینده مجلس ملی جمهوری ارمنستان بود. یگانیان عضو حزب کشور قانونمند و بخشی از جناحی به همین نام بود.
تیگران یگانیاندر ۲۳ دسامبر ۲۰۲۴، در سن ۴۶ سالگی  در بیمارستانی در مونیخ درگذشت.